# Rolls-Royce Marine Trent
Die Rolls-Royce MT Schiffsturbine ist eine auf dem Rolls-Royce Trent-800-Flugzeugtriebwerk basierende Gasturbine. Das aktuelle Modell ist die Rolls-Royce MT30.
Die MT30 entspricht zu 80 % dem Triebwerk Trent 800 das in der Boeing 777 eingesetzt wird. Die maximale Leistung beträgt 36 MW, die minimale 25 MW. Rolls-Royce kündigte das MT30 Programm am 11. September 2001 an, der erste Probelauf fand am 6. September 2002 statt.

## Einsatz
- Royal Navy: Queen-Elizabeth-Klasse
- US Navy: Zumwalt-Klasse, Freedom-Klasse
- JMSDF: Mogami-Klasse